# 牛玖健治
牛玖 健治（うしく けんじ、1922年 - 2012年）は、日本の版画家、洋画家。千葉県出身。
1922年（大正11年）、千葉県に生まれる。旧制佐倉中学校（現在の千葉県立佐倉高等学校）を経て、東京美術学校（現在の東京芸術大学）を卒業。東京版画国際展をはじめ、毎日国際展、毎日現代展、朝日秀作美術展、JAA国際展などで活躍する。河童絵の牛玖博は実弟。

## 主な作品
- ｢木と実と花と｣
- ｢発祥｣
- ｢宙｣
- ｢静かな日｣

### 挿絵
- 「ジャングルのけもの」ヘンリ・ジェイムズ著（1993年、審美社）
- 「ねじの回転」ヘンリ・ジェイムズ著（1994年、審美社）
- 「死者の祭壇」ヘンリ・ジェイムズ著（審美社）